# Матуронатні та імматуронатні пташенята
За ступенем фізіологічної зрілості пташенят всіх птахів у момент вилуплення можна розділити на три групи:
- матуронатні;
- іматуронатні;
- пташенята проміжної групи.

## Матуронатні пташенята

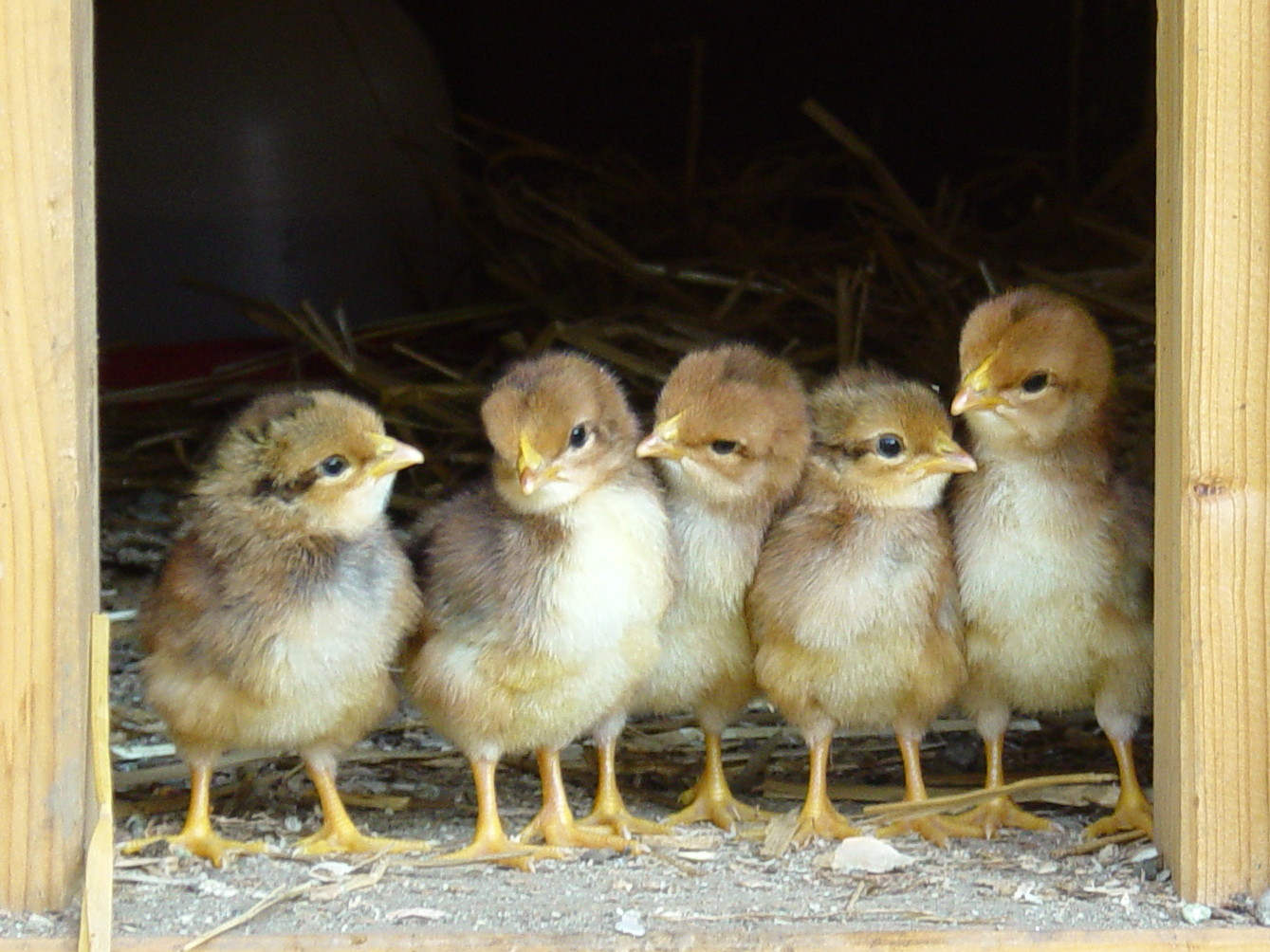
Матуронатні пташенята Gallus domesticus

Матуронатні пташенята опушені і зрячі; обсохнувши, вони можуть добре бігати, а водні - плавати і навіть пірнати; незабаром після вилуплення вони залишають гніздо і кочують, самостійно харчуючись. Роль дорослого птаха зводиться до захисту виводка, періодичного обігрівання пташенят (терморегуляція проявляється вже в перші 1-3 дні після вилуплення) і допомоги в пошуках їжі. Наслідування ведучого виводок дорослого птаха дозволяє пташенятам виробити навички пошуку і схоплювання здобичі, ухилення від небезпеки і т. п.
До цієї групи відносяться наземні і водні птахи: страуси, тинаму, гусеподібні, куроподібні (за винятком гоацина), журавлі, пастушки, дрохви, більшість куликів.
Ймовірно, первинним для птахів був матуронатний тип розвитку, що відрізняється від розвитку плазунів лише тим, що турбота дорослих про пташенят різко зменшувала постембріональну смертність, а періодичні обігріви і допомога в пошуках їжі сприяли прискоренню росту.

## Імматуронатні пташенята

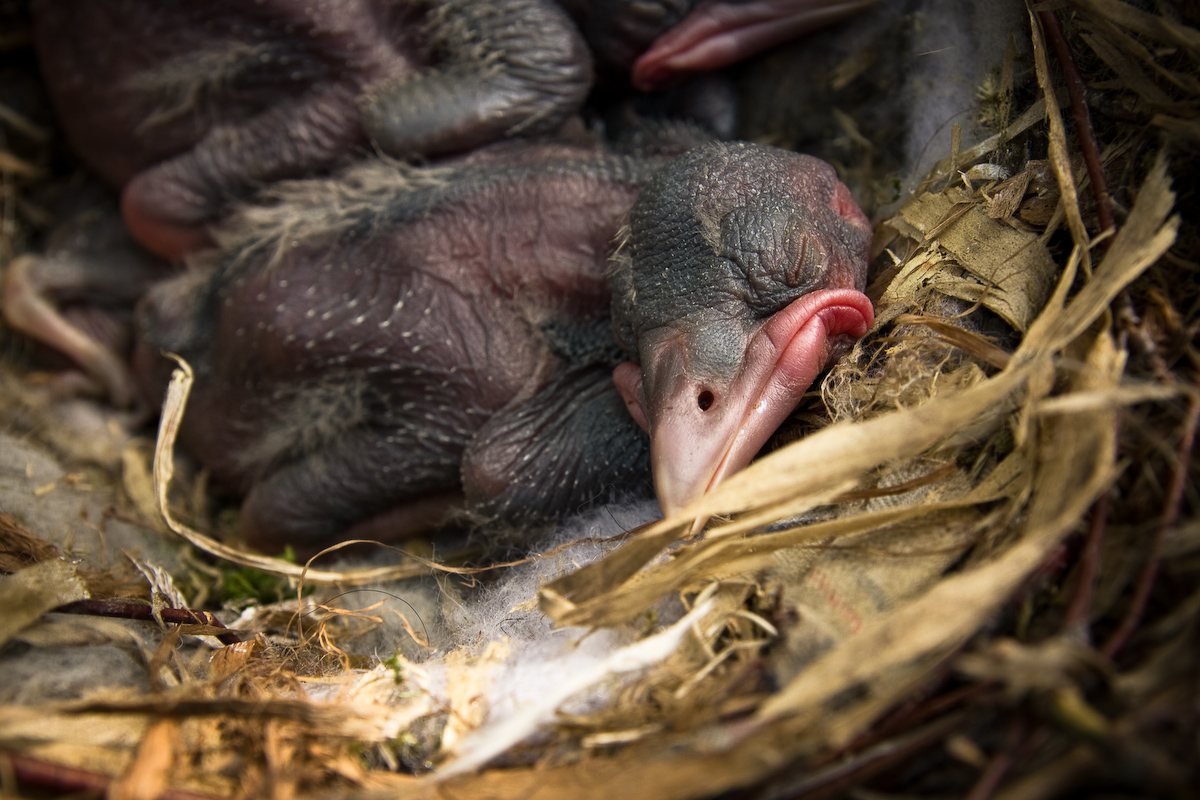
Імматуронатні пташенята Corvus cornix

Імматуронатні пташенята виходять з яйця безпорадними, сліпими, голими або слабо опушеними. В гнізді залишаються довго: у горобцеподібних птахів-10-12 днів, у трубконосих - до 2 місяців і більше; вигодовуються і обігріваються батьками. У перші дні життя імматуронатні пташенята на будь-яке подразнення відповідають однозначно вимогою корму: відкривають дзьоб і пищать. Лише пізніше, коли у них прорізаються очі і відкриваються зовнішні слухові проходи (на 4-7-й день), їхня поведінка ускладнюється; вони вимагають корм лише при появі у гнізді дорослих птахів, а при будь-яких інших подразненнях затаюються на дні гнізда. У першу половину гніздового життя імматуронатні пташенята пойкілотермні.
Виникла імматуронатность прискорила постембріональний ріст завдяки інтенсивному вигодовуванню і пізньому набуттю терморегуляції. Тому імматуронатні птахи швидше завершують свій розвиток. Наприклад, пташенята воронових досягають розмірів дорослих і набувають здатність до польоту у віці 20-30 днів, а у схожих з ними за розмірами матуронатних птахів - лише у віці 40-60 днів (гусеподібні, пастушкові та ін.).

## Пташенята проміжної групи

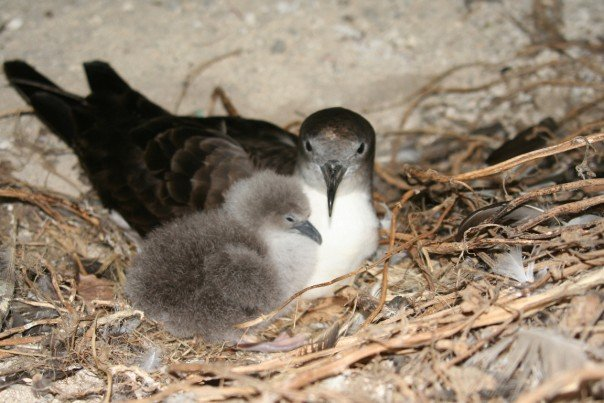
Пташеня проміжної групи Puffinus pacificus

Досить багато птахів складають проміжну групу. Пташенята гагар і пірникоз вилуплюються опушеними і зрячими, здатними відразу ж добре плавати і пірнати, але батьки їх годують до підйому на крило. Опушені і зрячі пташенята більшості чайок швидко залишають гнізда, але батьки годують їх і після підйому на крило. У трубконосих і більшості алькових птахів оперені і зрячі пташенята залишаються в гнізді і отримують корм від батьків, поки не досягнуть розмірів дорослих і не отримають здатність до польоту. У сов і денних хижаків пташенята вилуплюються опушеними і сліпими, але прозрівають швидко, іноді в день вилуплення; вони теж вигодовуються батьками в гніздах до підйому на крило. У ряді лелекоподібних в чапель пташенята вилуплюються голими, вже після вилуплення прорізаються очі і розвивається ембріональний пух, після чого пташенята при небезпеці можуть залишати гніздо і ховатися поблизу. У лелек пташенята вилуплюються зрячими і покритими пухом, в гнізді залишаються до підйому на крило. Таким чином, в проміжній групі представлені всі переходи між матуронатним і імматуронатним типами розвитку.